# Enrique Bravo Valencia
Enrique Bravo Valencia (Jiquilpan de Juárez, Michoacán, 1909-?) fue un político mexicano, miembro del Partido Revolucionario Institucional (PRI). Fue entre varios cargos, diputado federal y senador.

## Biografía
Realizó los estudios de primaria y secundaria en Jiquilpan, estudiando hasta el segundo grado de secundaria. Durante gran parte de su carera política tuvo cercanía con Lázaro y Dámaso Cárdenas del Río; fue diputado al Congreso del Estado de Michoacán y secretario general del PRI del Distrito Federal.
En 1942 fue elegido presidente municipal de Jiquilpan, asumiendo el cargo del 1 de enero de 1943 al 31 de diciembre de 1944. En 1946 fue postulado candidato del PRI a diputado federal por el Distrito 4 de Michoacán, resultando elegido para la XL Legislatura que culminó en 1949; en ella fue integrante de las comisiones de Correos y Telégrafos; de Asuntos Indígenas; y, de Acción Social.
En 1950 fue secretario de Organización de la campaña electoral a la gubernatura de Michoacán de Dámaso Cárdenas, en 1952 fue presidente estatal del PRI en Michoacán y ese mismo año es candidato del PRI a senador por el estado, siendo elegido en segunda fórmula para el periodo de 1952 a 1958 que correspondió a las Legislaturas XLII y XLIII; en ellas fue integrante de las comisiones de Bienes y Recursos Nacionales; 2a. del Ejido; y, 1a. de Minas. En 1953 fue provisionalmente presidente municipal de Morelia y luego fue presidente de la Junta Federal de Mejoramiento Cívico y Material de la misma ciudad.
En 1961 fue postulado nuevamente candidato a diputado federal y elegido por el Distrito 5 de Michoacán, representándolo en la XLV Legislatura que concluyó su periodo constitucional en 1964. De 1964 a 1970 fue director de la oficina no. 17 y de 1971 a 1976 de la oficina no. 4, de la Tesorería de la Federación.